# Domenico Rosselli
Domenico Rosselli (Pistoia, 1439 – Fossombrone, 1497/1498) è stato uno scultore italiano.

## Biografia
Della sua vita sappiamo pochi e scarni dettagli, ma è certo che si formò artisticamente a Firenze.
Dopo aver lavorato a Bologna nel 1460 e a Pisa nel 1462, si trasferì a Firenze e poi verso il 1472 nelle Marche.
Le sue opere maggiormente conosciute ed apprezzate sono quelle compiute all'interno del palazzo Ducale di Urbino, dove lavorò ai fregi ed alle porte, magnificamente scolpite e ai camini, elegantemente decorati: fra questi ultimi spicca il Camino degli angeli, nella sala omonima.

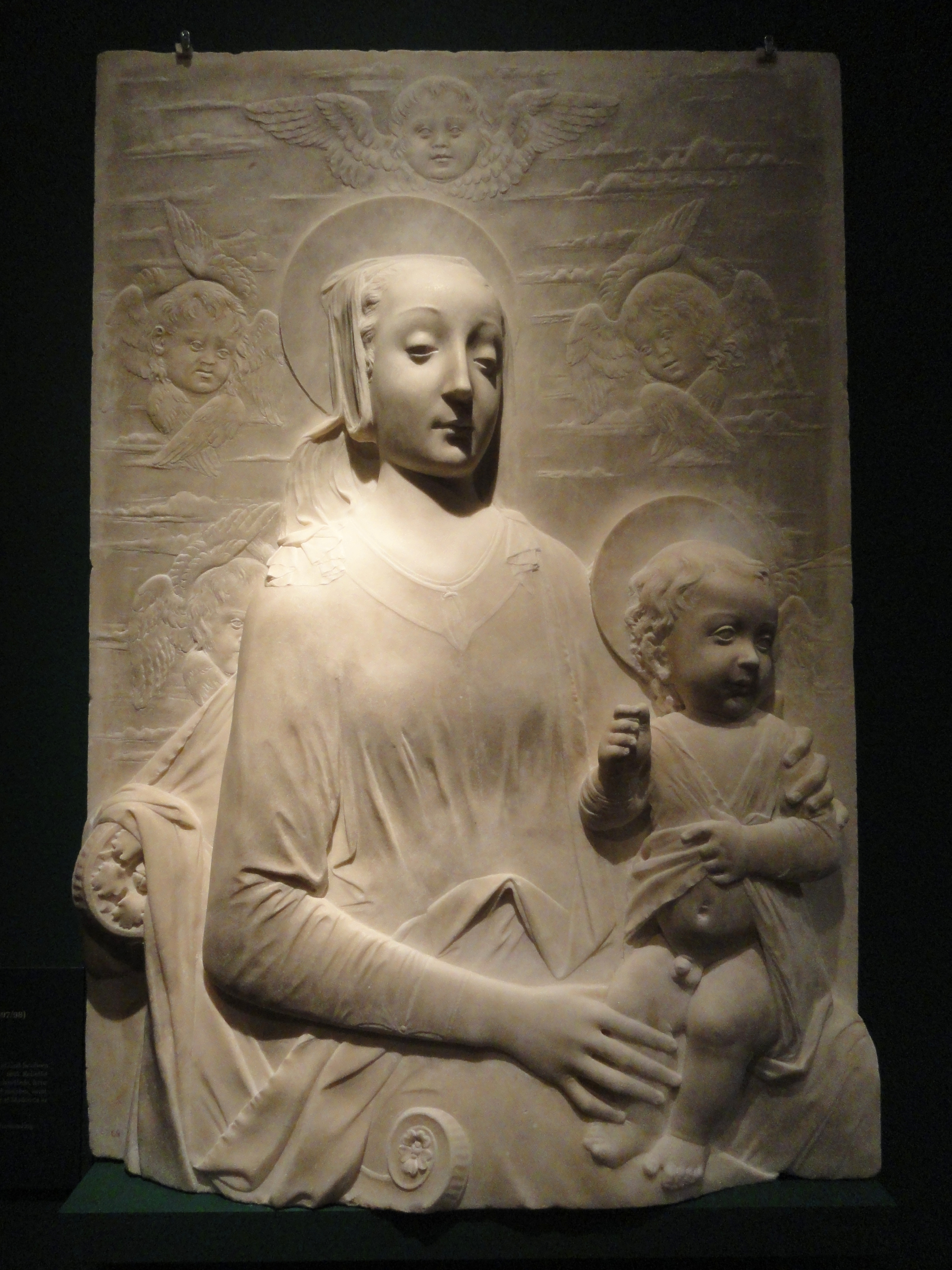
Madonna, Copenaghen, Ny Carlsberg Glyptotek
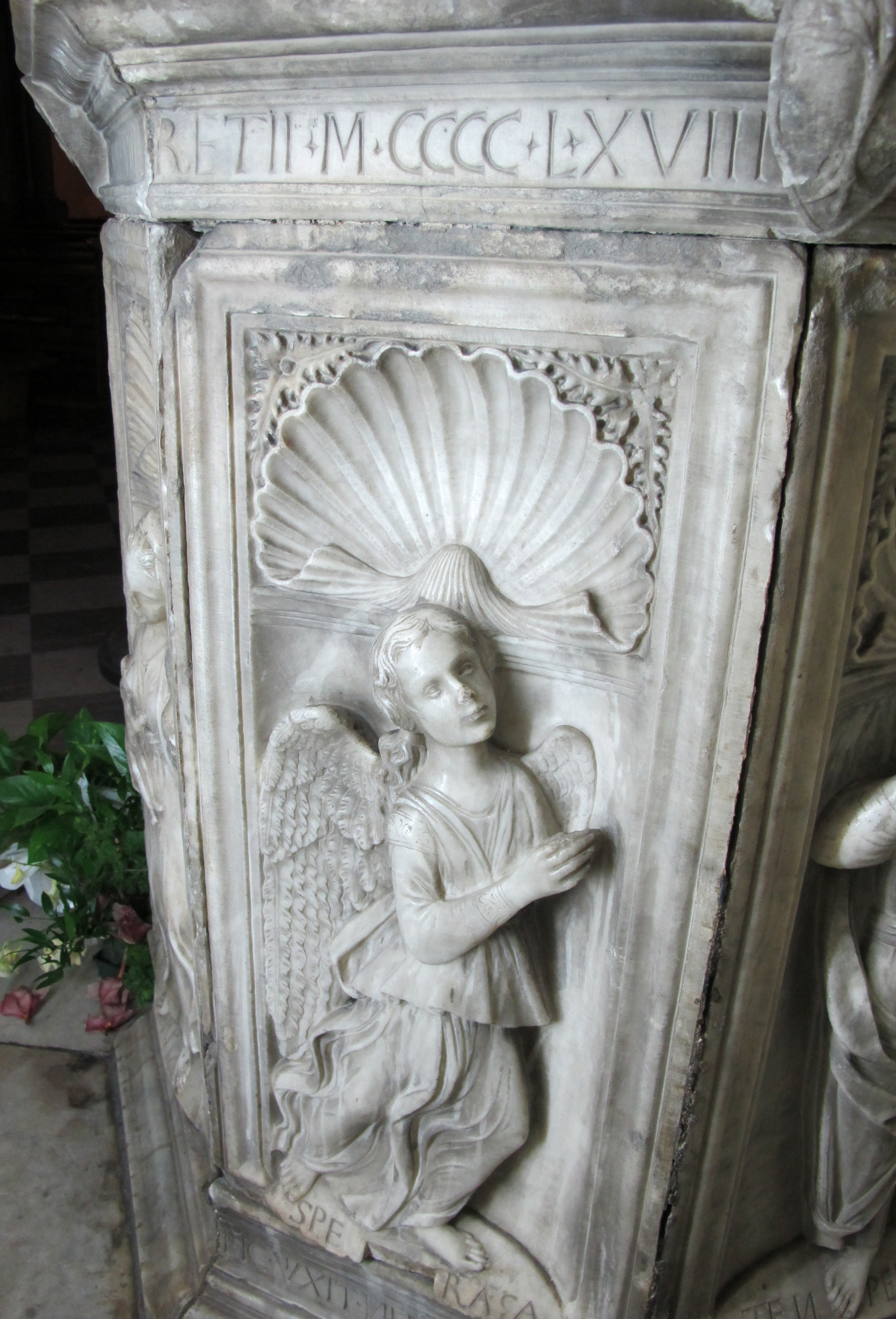
Fonte battesimale, Santa Maria a Monte, chiesa di San Giovanni Evangelista
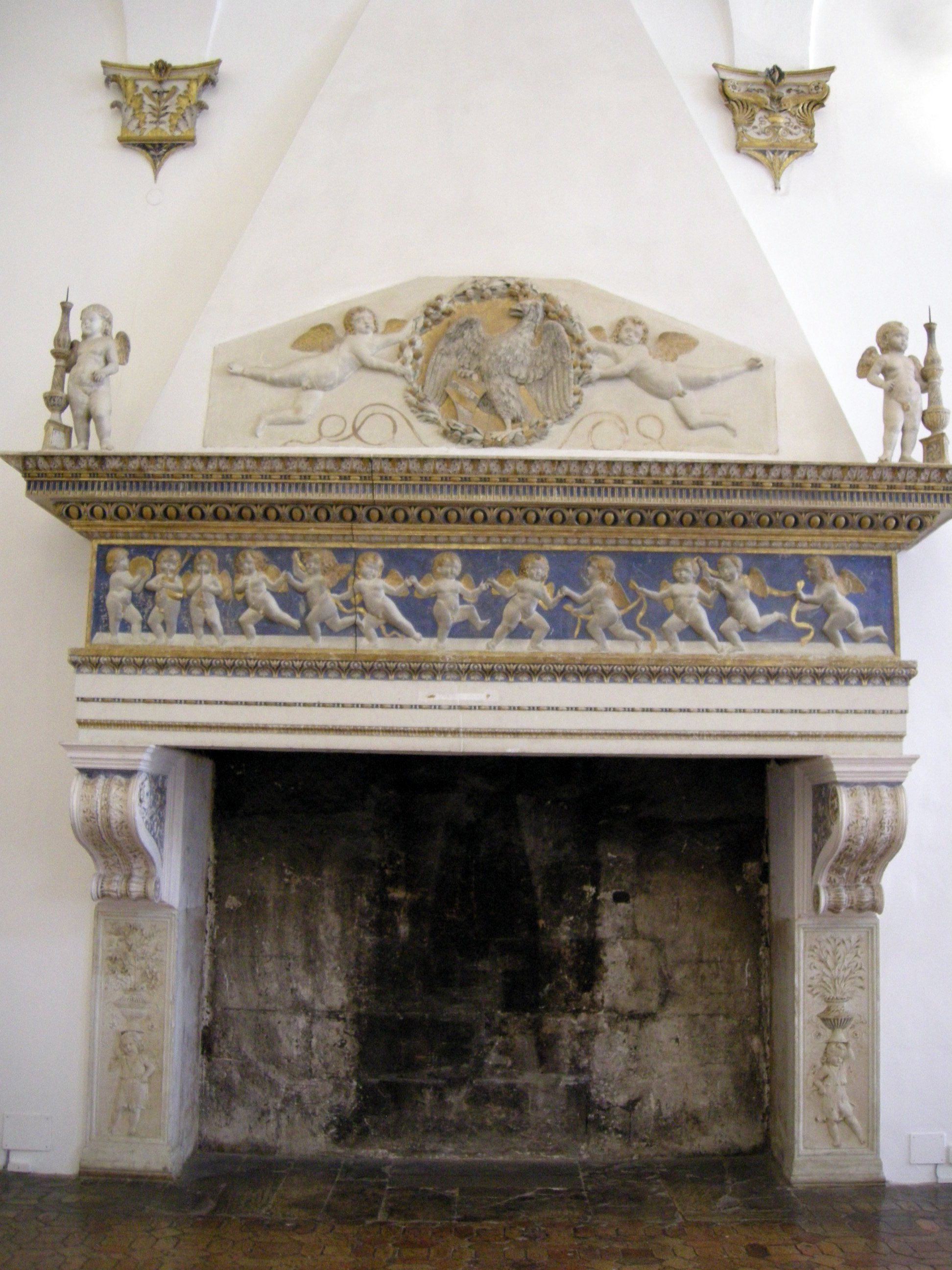
Camino degli angeli, Urbino, palazzo Ducale